# H.O.G. Ellinger
Heinrich Oscar Günther Ellinger (født 30. december 1857 i København, død 5. april 1947 på Frederiksberg) var en dansk fysiker og politiker. Ellinger var bror til minister Nina Bang, men de delte ikke politisk anskuelser.

## Karriere
Hans forældre var stabshornblæser, krigsråd Heinrich August David Ellinger (1826-1914) og Charlotte Ida Friedericke Preuss (1834-1883), og han voksede op i et konservativt hjem. Ellinger tog ingeniøreksamens 1. del 1879, blev student (privat dimitteret) 1881, fik Københavns Universitets guldmedalje 1882, tog magisterkonferens i fysik 1883. Han var lærer ved Søofficerskolen 1883-91 og ved Metropolitanskolen 1884-86, docent ved Landbohøjskolen 1887, professor i fysik fra 1895 til 1926. 1916-28 var han direktør for skolen.
Han var medlem af bestyrelsen for Hjælpeforeningen for polytekniske Eksaminander; formand for Arbejderforeningen af 1860 1897-1925, derefter æresmedlem, og for Cæcilia Foreningen fra 1902, medlem af Folketinget for Frederiksberg 1. kreds 1898-1901 og igen medlem af Folketinget 1903-1918. Fra 1903 til 1918; formand for Højres forretningsudvalg fra 1908, medlem af bestyrelsen for Højres Arbejder- og Vælgerforening indtil 1910 og formand for Højrepartiets bestyrelse i 2. Landstingskreds. Fra 1921 var han medlem af Landstinget. Medlem af hovedbestyrelsen for den konservative Vælgerforening i København og på Frederiksberg fra 1917, præsident for de samvirkende danske haveselskaber 1922-25, formand for Frederiksberg Skolekommission fra 1919, bestyrelsesformand for Det kongelige danske Haveselskab fra 1922, censor i fysik ved skoleembedseksamen fra 1920, medlem af Statens Studentereksamenskursus fra 1921.
Han var æresmedlem af British Dairy Farmers Association, korresponderende medlem af Académie des Sciences, Belles-Lettres et Arts i Rouen, medlem af Kungliga Fysiografiska Sällskabet i Lund og æresmedlem af Verein Deutscher Landwirte i Wien. Han var Kommandør af 1. grad af Dannebrogordenen og bar flere udenlandske ordener.
Han var gift med Ida f. Holten, f. 12. juni 1861 på Knuthenborg.

## Publikationer
- Lærebog i Magnetisme I og Elektricitet (1887)
- Lærebog i Fysik (1887)
- Lærebog i Varme (1888, 1903)
- Lærebog i mekanisk Fysik (1891, 1907)
- Lærebog om Lyset (1895)
- Naturen og dens Kræfter (1898)
- Forelæsninger over Meteorologi
- Lærebog i Fysik for Mellemskolen (1904, 1924)
- Fysik for Realklassen (1907, 1919)